# Eriú's Wheel
Eriú's Wheel è il quarto album in studio del gruppo folk metal nordirlandese Waylander.

## Tracce
1. Betwixt Times – 1:26
2. As Samhain Comes – 6:18
3. Shortest Day, Longest Night – 6:10
4. Imbolc – 5:58
5. The Vernal Dance – 4:55
6. Beltine – 4:15
7. As the Sun Stands Still – 5:26
8. To Feast at Lughnasadh – 6:26
9. Autumnal Blaze – 5:41

## Formazione
- Ard Chieftain O'Hagan - voce
- Tor Dennison - chitarra elettrica e chitarra acustica
- Saul McMichael - chitarra
- Michael Proctor - basso e voce addizionale
- Den Ferran - batteria, percussioni e voce addizionale
- Dave Briggs - tin whistle, bodhrán bouzouki e voce addizionale